# Sesioctonus ariasi
Sesioctonus ariasi är en stekelart som beskrevs av Briceno 2003. Sesioctonus ariasi ingår i släktet Sesioctonus och familjen bracksteklar. Inga underarter finns listade i Catalogue of Life.